# Dorycera brevis
Dorycera brevis är en tvåvingeart som beskrevs av Friedrich Hermann Loew 1868. Dorycera brevis ingår i släktet Dorycera och familjen fläckflugor.
Artens utbredningsområde är Grekland. Inga underarter finns listade i Catalogue of Life.